# 11395 Iphinous
11395 Iphinous eller 1998 XN77  är en trojansk asteroid i Jupiters lagrangepunkt L4. Den upptäcktes 15 december 1998 av LINEAR i Socorro County, New Mexico. Den är uppkallad efter Iphinous i den grekiska mytologin.
Asteroiden har en diameter på ungefär 69 kilometer.